# Аппенцеллер (сыр)
Аппенцеллер (нем. Appenzeller, от названия города Аппенцелль) — твёрдый, варёный и прессованный швейцарский сыр в форме круга среднего размера. Содержание жира в нём до 50 %, пропитан белым вином или сидром и обработан травами и пряностями во время созревания.
Первые письменные упоминания об Аппенцеллере относятся к 1282 году; этот сыр изготавливают более 700 лет. Родиной Аппенцеллера является регион, расположенный на северо-востоке Швейцарии. Область производства Аппенцеллера строго ограничена: производится только в кантонах Аппенцелль-Иннерроден и Аппенцелль-Аусерроден, а также на части территории кантонов Тургау и Санкт-Галлен.
У Аппенцеллера есть несколько разновидностей. Самая распространенная — Classic; такой Аппенцеллер выдерживается 3-4 месяца. Аппенцеллер Surchoix выдерживают от 4 до 6 месяцев, а Аппенцеллер Extra — более полугода.